# Bátori István (atléta)
Bátori István (Budapest, 1947. február 17. –) atléta, ifjúsági Európa-bajnoki ezüst- és bronzérmes, többszörös országos csúcstartó, magyar bajnok, tizenkilencszeres válogatott rövidtávfutó.
Felesége, Kazi Valéria középtávfutó, aki az első magyar női világcsúcstartó Kazi Aranka testvére. Két lányuk született, akik szintén atletizáltak. Bátori Noémi 400 méteren 1991-ben és 1992-ben, 200 méteren 1992-ben nyert fedettpályás magyar bajnokságot.

## Élete és sportpályafutása
A csepeli Jedlik Ányos Gimnáziumba járt, ahol 1960-ban egy középiskolás versenyen minden edzés nélkül 400 méteren remek időt futott. Ekkor fedezte fel Zsigmond Mátyás, a Csepel SC edzője, és hívta meg a szakosztályába, de az első edzésre csak másfél évvel később ment el. 1962-től a Csepel versenyzője. 1963-ban már a legjobb serdülő eredményt érte el 100 és 400 méteren.
1964-ben, 17 évesen a Varsóban rendezett ifjúsági Európa-bajnokságon 200 méteren és a svéd váltóban bronzérmet szerzett, 100 méteren a 2. helyezettel azonos idővel az 5. helyen végzett. Ebben az évben országos ifjúsági ranglistavezető 100, 200 és 400 méteren, 100 méteren elért 10,5 másodperces eredményével a felnőtt ranglista 4. helyezettje volt.
1964-től volt a felnőtt válogatott keret tagja. 1965-ben a Csepel Vas- és Fémművek tisztviselője. Ebben az évben jelentkezett a Testnevelési Főiskola tanárképző karára. 1965-ben ő tartotta az 500 méteres síkfutás magyar ifjúsági csúcsát.
1966-ban az országos ifjúsági atlétikai bajnokságon 100 és 200 méteren is győzött. Az Ogyesszában rendezett ifjúsági Európa-bajnokságon 400 méteren ezüst-, 200 méteren bronzérmet szerzett.
1967-ben az országos utánpótlás bajnokságon a 200 méteres síkfutásban  és 400 méteren is győzött. 1967-ben 200 méteren felnőtt magyar bajnok. 1968-ban 400 méteren megvédte utánpótlás-bajnoki címét.
1969-ben igazolt át feleségével, Kazi Valéria középtávfutóval együtt az Újpesti Dózsába. Ebben az évben a magyar bajnokságon tagja volt a bajnoki címet megszerző 4 × 400 méteres váltónak. Az 1970-es országos bajnokságon a 4 × 100 és a 4 × 400 méteres váltóval is bajnoki címet szerzett. 1971-ben 4 × 200 és 4 × 400 méteren szerzett bajnoki címet az Újpesti Dózsa csapatával, ugyanezt a két bajnoki aranyérmet szerezte az 1973-as magyar atlétikai bajnokságon is.
1972-ben a 100 méteres síkfutásban 10,3 másodperces országos csúcsbeállítással magyar bajnoki címet szerzett, és  bajnok lett az Újpesti Dózsa 4 × 400 méteres váltójával is. Ugyanebben az évben 400 méteren 48,5 másodperces eredménnyel ért el új országos fedettpályás csúcsot. 1974-ben 300 méteren is új országos fedettpályás csúcsot állított fel.
1974-ben fejezte be aktív sportolói pályafutását. A Testnevelési Főiskolán szerzett szakedzői oklevéllel másfél évig az Újpestben edzősködött, majd anyagi megfontolásokból a szállodaiparban helyezkedett el.